# Sun Lolly
Sun Lolly er en tetraede-formet frys selv-is der er udviklet og produceret i Danmark siden 1979 af firmaet CO-RO A/S. Den blev oprindelig lanceret i 3 smage: Champagne (drue), appelsin og ananas. Herefter blev jordbær tilføjet, og over årene er der blevet tilføjet flere forskellige smage, således at der i dag er 8 Sun Lolly Classic smage (drue, jordbær, hindbær, cola, fersken, citron, exotic og appelsin), smagene solbær og ananas er udgået af produktion. 
Sun Lolly var den første frys selv-is, som benyttede Tetra Pakkartonen.
Foruden den originale Sun Lolly Classic serie, så har Sun Lolly igennem årerne lanceret en række andre frys-selv is brands og drikke:
- I en periode i 1980'erne der solgte Sun Lolly en "Sorbet" hvilket var en frys selv-is med et meget højt frugtjuice indhold, der havde en mere blød konsistens, denne er dog udgået af produktion. 
- Ligeledes lancerede CO-RO omkring 2011 en Sun Lolly frys selv-is serie under navnet Senses, denne var målrettet mere voksne forbrugere og kom i 3 smage (Karamel/mynte; Chili/cola og Lime/mynte), denne er udgået af produktion. 
- I 2014 lancerede Sun Lolly Brainbites i 4 smagskombinationer (Hindbær/lakrids; Fersken; Appelsin/hindbær; Cola/passion) og i 2018 blev Cola/passion udskiftet med Lemon/lime. 
- I 2015 blev Sun Lolly Creamy lanceret, dette er en frys selv-is lavet på mælke basis, så den har en mere cremet konsistens og er et alternativ til flødeis. Denne kommer i en Jordbær, Kakao og Vanilje version, hvor Vaniljen senere er blevet udskiftet med en Karamel smag. 
- I 2016 blev en 125ml frugtdrik lanceret i 3 smage (Cola, Hindbær, Drue) senere blev Exotic og Solbær tilføjet.
- I 2018 blev en frugtdrik koncentrat lanceret i Solbær, Skovbær og Appelsin/fersken, denne blev dog taget af markedet igen i 2019.
- Ligeledes blev der i 2018 lanceret en 200ml Pouch med frugt-drik i 3 smage (Cola, Appelsin og Æble).